# Slow fashion
Slow fashion neboli pomalá móda je reakcí na nadbytečný konzum fast fashion řetězců. Slow fashion můžeme definovat jako udržitelný přístup k budoucnosti textilního a oděvního průmyslu nebo jako životní styl. Znamená odlišný přístup oděvních návrhářů, výrobců, obchodníků i spotřebitelů k oděvům jako zboží, přístup založený na uvědomění, jaké dopady má výroba či distribuce oděvního produktu na pracovníky, společnost a ekosystém.

## Vznik
Termín slow fashion poprvé použila v roce 2008 spisovatelka a profesorka Kate Fletcher z Center for Sustainable Fashion v Londýně. Popsala tento přístup jako analogii ke slow food, tedy obdobnému přístupu k potravinám. Slow fashion je součástí slow movement, která nevnímá pomalost a rychlost jako protiklady, ale jako různé světonázory.

## Princip
Slow fashion představuje ekologický, udržitelný a etický přístup v módním průmyslu. Stojí na uvědomělém a šetrném postoj při výrobě módního zboží a jeho spotřebě. Vyhýbá se masovému vyrábění a preferuje zhotovování oděvů v dílnách lokálních návrhářů, kteří kladou důraz na kvalitu a dostupnost informací o výrobě zboží. Taková výroba vede k transparentnějšímu módnímu průmyslu. Slow fashion podněcuje lidi, aby nakupovali raději kvalitní (a zákonitě dražší) zboží, které ovšem také déle vydrží.
Slow fashion přístup zahrnuje mnoho dalších principů. Od uvědomělého nakupování pouze těch věcí, které jsou opravdu potřeba, přes nakupování z druhé ruky v tzv. second handech či online tržištích. Slow fashion rovněž zahrnuje swapy, kde se již nechtěné či nepotřebné oblečení dá vyměnit za jiné nebo darovat. Dalšími principy spadajícími pod slow fashion jsou nalezení vlastního stylu, čímž dochází k uvážlivějšímu nakupování a eliminaci v budoucnu nenošeného oblečení, nebo půjčování oblečení jak ve specializovaných obchodech, tak od rodiny, známých a přátel.

## Cost per wear index
I když se může zdát, že slow fashion přístup je finančně náročný, nemusí tomu být tak. Při porovnání „levného“ fast fashion kousku a „drahého“ slow fashion kousku pomocí indexu cost per wear (náklad za kus oblečení na počet nošení), vychází v dlouhém časovém horizontu slow kousek mnohem výhodněji. Fast fashion oblečení totiž může vydržet jen několik praní, kdežto slow fashion oblečení i několik let, a to při správné údržbě.
- Cost per wear = cena daného kousku oblečení/počet dnů nošení

Výsledek poté slouží pro představu a porovnání různých kusů oblečení, neexistuje dobrý, ani špatný výsledek.

## Důsledky
Slow fashion zpomaluje naši spotřebu a respektuje rytmus přírody, který není zvyklý na rychlou spotřebu a nestíhá se tak regenerovat. Dbá jak na recyklovatelné, tak i udržitelné materiály.
Při výběru materiálu se věnuje pozornost nejen tomu, jak se materiály k výrobě získávají, ale i kolik vody se spotřebuje na jejich zpracování. Módní průmysl spotřebuje 79 miliard kubíků vody ročně, čímž se stává třetím největším spotřebitelem vody na světě. Ve slow fashion se také dbá na náročnost údržby samotných materiálů. Existují materiály, které mají samočisticí efekt, a díky tomu lze odolné skvrny vyprat na nízké teploty. Vhodné jsou také materiály s antibakteriálními vlastnostmi, které ničí zápach, v důsledku čehož se oblečení z těchto materiálů nemusí prát tak často. Mezi udržitelné materiály patří len, bio konopí, bio bavlna a recyklovaná bavlna, Tencel (Lyocell), Piñatex, Econyl a nanomateriály či materiály obohacené nanotechnologiemi.

## Fashion Revolution
Fashion Revolution je mezinárodní inciativa, která se snaží zvýšit povědomí ve společnosti o tom, jak funguje módní průmysl. Tato iniciativa vznikla v Londýně v přímé reakci na pád bangladéšské oděvní továrny Rana Plaza 24. dubna 2013, při kterém zahynula 1130 lidí a dalších 2500 bylo zraněno.
K Fashion Revolution patří na sociálních sítích hashtagy #whomademyclothes a #imadeyourclothes. Hashtag #whomademyclothes byl používaný hlavně v roce 2016, kdy se 70 000 lidí po světě dožadovalo světových značek, aby ukázaly, kdo vyrobil jejich oblečení.

## Slow Fashion v ČR
O popularizaci slow fashion přístupu se zasluhuje magazín a blog Slow Femme. Na Slow Femme webových stránkách jsou k dispozici tipy na udržitelný život, včetně studiemi podložených článků týkající se pomalé módy a šetrného životního stylu.
K zastáncům slow fashion přístupu můžeme přiřadit i tým firmy Nilmore, který vyvinul svá udržitelná textilní vlákna. Jedná se o jednodruhové materiály, což usnadňuje následnou recyklaci. Jejich textilní materiál Nilpla je vyráběn z kukuřice a cukrové třtiny. Jeho výroba spotřebuje o 98 % méně vody v porovnání s bavlnou. Na základě spolupráce s odborníky z VUT Brno a dalších partnerů zvládají dva typy recyklace. Molekulární recyklaci, kdy dochází k rozložení na jednotlivé molekuly, a to nesčetněkrát, rovněž termomechanickou recyklaci, kdy se vlákno roztaví a znovu vyrobí. Nilmore podporuje cirkularitu, produkty z této firmy, které již dosloužily, mohou být vráceny zpět a zrecyklovány.